# Evitación
En la psicología conductista, la evitación forma parte, junto con el escape, de un procedimiento básico del condicionamiento instrumental. Implica la no aparición de un estímulo aversivo. La persona ha de dar una respuesta antes de la aparición del estímulo, con lo que este no llegará a ocurrir. Habitualmente, antes de la aparición del estímulo aversivo, el sujeto recibe un estímulo discriminativo que le advierte que debe dar la respuesta.